# Chapelle Saint-Jean-l'Aumônier de Bormla
Pour les articles homonymes, voir Chapelle Saint-Jean.
La chapelle Saint-Jean-l'Aumônier est une chapelle catholique située à Bormla, à Malte.

## Historique
Une église dédiée à saint Jean existe est attestée entre 1373 et le XVIIe siècle, date de sa démolition. Une nouvelle église est construite en 1680, mais est endommagée durant la Seconde Guerre mondiale. Malgré sa restauration, elle n'a toujours pas été rendu au culte.